# Автоматическая поворотная виброзащитная платформа
| Основные технические характеристики                    | Основные технические характеристики |
| ------------------------------------------------------ | ----------------------------------- |
| АПВП «Флюгер»                                          |                                     |
| АПВП «Флюгер» (графика)                                |                                     |
| Параметр                                               | Значение                            |
| Масса размещаемой полезной нагрузки                    | до 60 кг                            |
| Габариты полезной нагрузки                             | 360х302x222 мм³                     |
| Угол поворота наружной рамки                           | ± 140 град                          |
| Угол поворота внутренней рамки                         | ± 90 град                           |
| Точность стабилизации вектора микроускорения           | 3·10−7 g                            |
| Период колебаний отслеживаемого вектора микроускорения | 5…45 мин                            |
| Величина модуля отслеживаемого вектора микроускорения  | 10−4…10−6 g                         |
| Величина собственного возмущающего ускорения           | ≤10−7 g                             |

Автоматическая поворотная виброзащитная платформа (сокр.: АПВП, названная «Флюгер») — целевое оборудование Многофункционального лабораторного модуля (МЛМ) российского сегмента Международной космической станции. АПВП предназначена для автоматической угловой ориентации и стабилизации размещаемой на ней научной аппаратуры по вектору остаточного бортового квазистатического микроускорения с одновременной защитой научной аппаратуры от фоновых вибраций. АПВП разрабатывается ФГУП ЦНИИмаш совместно с ОАО «ВНИИТрансмаш».
С использованием АПВП на борту МКС планируется проводить микрогравитационные исследования, в частности эксперименты по выращиванию кристаллов, управляемой конвекции и т. п.

## История
В течение последних 40 лет на борту отечественных и зарубежных космических аппаратов активно проводились эксперименты по изучению процессов роста монокристаллов полупроводников из расплава в условиях невесомости. В результате проведённых исследований было установлено, что сильное негативное влияние на качество структуры выращиваемого монокристалла оказывает остаточное бортовое микроускорение порядка 10−4 — 10−6 g, лежащее в диапазоне частот от 10−4 до 10−1 Гц. Причём, степень этого влияния зависит не столько от абсолютного значения данного квазистатического микроускорения, сколько от ориентации его вектора относительно характерного направления исследуемого гравитационно-чувствительного процесса, такого, как направление оси роста кристалла, направление градиента температуры или концентрации вещества в технологической установке и т. п.
Для компенсации влияния углового движения вектора квазистатического микроускорения на процесс роста монокристаллов полупроводников бортовую технологическую установку для их выращивания было предложено разместить на поворотной платформе, которая отслеживала бы угловое изменение вектора квазистатического микроускорения в автоматическом режиме.

## Устройство
Автоматическая поворотная виброзащитная платформа представляет собой двухстепенной карданов подвес, оси которого взаимно перпендикулярны и лежат в одной плоскости. На внутренней рамке подвеса крепится научная аппаратура (полезная нагрузка) с системой виброзащиты. Для обеспечения вращения рамок на каждой оси подвеса установлено по два независимых двухконтурных интегрированных электропривода с торсионной развязкой контуров, которая позволяет исключить влияние моментов трения на полезную нагрузку и улучшить точностные и динамические характеристики платформы.
Система управления АПВП построена по принципу обратной связи, поскольку пространственная эволюция вектора квазистатического микроускорения носит случайный характер, и исключить его влияние на протекание гравитационно-чувствительных процессов с помощью заранее рассчитанного программного управления движением платформы невозможно. В качестве датчика обратной связи, определяющего направление вектора квазистатического микроускорения, используются два трёхосных акселерометра, установленных на внутренней рамке АПВП.

## Назначение
С использованием АПВП на борту МКС планируется проводить эксперименты, где требуется угловая стабилизация научной аппаратуры по вектору остаточного квазистатического микроускорения, или под заданным углом к нему, в частности при выращивании монокристаллов полупроводников из расплава или исследовании возможностей управляемой конвекции.
Помимо ускорения в обратную связь системы управления АПВП могут быть введены другие отслеживаемые параметры, например, направление на выбранный объект, градиент температуры в технологической установке, направление напряжённости электрического или магнитного поля и т. п.